# Helmstadt-Bargen
Helmstadt-Bargen este o comună din landul Baden-Württemberg, Germania.